# Johnny & Clyde
Johnny & Clyde es una película estadounidense de terror y atracos de 2023, dirigida por Tom DeNucci y coescrita por DeNucci y Nick Principe, protagonizada por Megan Fox, Avan Jogia y Ajani Russell. La película trata sobre un par de asesinos en serie que forman un equipo para robar un casino, pero son perseguidos por un demonio que custodia la sala de efectivo. La película fue severamente criticada, recibió una calificación del 0% en Rotten Tomatoes, y fue nominada a dos premios Golden Raspberry.

## Argumento
Un periodista de investigación se reúne con la propietaria del Four Horse Casino, Alana Hart, y le pregunta sobre un asesino llamado «Bakwas» que aparentemente está a su servicio. El periodista rechaza una oferta de 2 millones de dólares para firmar un acuerdo de confidencialidad, por lo que Alana la mata.
Un montaje muestra a la pareja de amantes y asesinos en serie Johnny y Clyde en una ola de crímenes indiscriminados. Mientras compra combustible en una estación de servicio, Johnny se opone a que el asistente tartamudo le desee un buen viaje, lo tortura psicológicamente y luego le dispara para robarle una barra de chocolate y un puñado de dinero en efectivo. Randall Lock, un ex sheriff alcohólico y con sobrepeso cuya hija fue torturada y asesinada por el dúo, ve un informe de noticias de que Johnny y Clyde han arribado a Rhode Island y contrata al cazarrecompensas One Time para ayudarlo a vengarse.
Johnny y Clyde roban uno de los vehículos blindados del casino y torturan a un guardia para obtener información sobre la sala de efectivo secreta de Alana. Usan al guardia como escudo humano cuando son emboscados por Lock y One Time, y pueden escapar cuando la asesina maníaca Zhang realiza un ataque indiscriminado para causar caos.
Para ayudar a robar el casino, Johnny reúne un equipo de sus igualmente asesinos hermanos adoptivos: el suicida buscador de emociones Butcher, el pirómano loco Baker y el paranoico teórico de la conspiración Candlestick. Candlestick les advierte que el culto satánico del demonio Bakwas se suicidó en masa en el lugar donde se construyó la sala de efectivo.
El jefe de seguridad del casino, Guy, sospecha de los asesinos en serie y Lock le informa a Alana de su intención de robar su sala secreta de efectivo. Esto provoca que Alana haga que el Anciano del culto realice un ritual, lo que le permite usar una piedra mística para controlar a Bakwas y obligarlo a proteger su casino. Para mantener el secreto de la piedra, Alana mata al Anciano.
En preparación para el atraco, el equipo de Johnny consume una cantidad excesiva de drogas ilegales. Matan a los guardias del perímetro, luego Baker se autoelimina accidentalmente mientras usa cargas explosivas para abrir la puerta. La tripulación ingresa al edificio y rápidamente es rodeada por Lock y One Time, que esperan en una emboscada, y Zhang, que los sigue. Este enfrentamiento de tablas mexicanas se ve interrumpido por el anuncio de Alana de que el edificio ha sido cerrado y todos estarán muertos al amanecer. Bakwas aparece y mata a One Time.
El equipo de Johnny desciende hacia la sala de efectivo del sótano, matando a una serie de guardias. El equipo de élite de Guy los atrapa, pero Bakwas los mata, y Guy se da cuenta de que ha sido traicionado mientras Alana está eliminando a todos los testigos posibles. Guy le da permiso a su equipo para abandonar sus puestos. Se revela que Alana ya movió todo el dinero y se prepara para salir de la ciudad y reunirse con su padre.
Después de que matan a Candlestick y Butcher, Johnny y Clyde intentan escapar con una bolsa de dinero falso. Zhang, por orden del padre de Alana, los saca del edificio. Lock, que una vez más está esperando en una emboscada, mata a Zhang y golpea a Johnny. Cuando Clyde apunta a Lock con una pistola, Lock revela que Johnny mató a su padre y ocultó el crimen. Clyde dispara a Lock y le ca un culatazo de pistola a Johnny, pero califica sus acciones de románticas. Bakwas los confronta y aunque el demonio no puede abandonar el sitio, lanza sus machetes a Johnny y Clyde, matándolos. Lock, que lleva un chaleco antibalas, se recupera para ver alegremente sus cadáveres antes de que Bakwas lo mate.
Guy es el único que escapa y se enfrenta a Alana a punta de pistola y le exige la piedra. Ella se lo da y, aunque cree que todavía controla a Bakwas, el demonio le arranca el corazón palpitante. Guy se ofrece a tratar al demonio con «respeto y dignidad», pero este lo mata y coloca la piedra en su cuerpo.

## Reparto
- Megan Fox como Alana Hart.
- Avan Jogia como Johnny.
- Ajani Russell como Clyde.
- Tyson Ritter como Guy, el jefe de seguridad del casino.
- Bai Ling como Zhang, una asesina.
- Vanessa Angel como Susan, una reportera.
- Robert LaSardo como Candlestick.
- Armen Garo como Randall Lock, un ex sheriff.
- Sean Ringgold como One Time, un cazarrecompensas.
- Nick Principe en un doble papel como Butcher y Bakwas.
- Charles W. Harris III como Baker.
- Brett Azar y Sydney Jenkins como Honey y Pot, los sirvientes y compañeros constantes de Alana.
- Claudio Orefice como magnate rico.
- Fred Sullivan como el Anciano.

## Escritura y desarrollo
La película fue coescrita por Nick Principe y el director Tom DeNucci. Se enteraron de que Verdi Productions quería producir una película de terror tensa y de vanguardia y pensaron que encajaría bien con algunos personajes que habían estado desarrollando anteriormente. Terminaron el guion en mayo de 2021 y la presentó como una película de atracos que se convierte en un slasher de terror. Verdi lo aprobó rápidamente, lo que les permitió comenzar a rodar la fotografía principal en septiembre.
En una entrevista para el sitio web Macabre Daily, DeNucci afirmó que él y Principe escribieron el guion como «una carta de amor a las películas de terror y acción de los años 1980 y 1990». Describió a los personajes como «dibujos animados de asesinos en serie» sin lógica en sus acciones. DeNucci se inspiró para hacer que el personaje de Alana fuera una versión malvada de una de las princesas Disney.

## Producción
Antes de pasar a la preproducción, DeNucci vio un documental sobre Walt Disney y notó su meticulosa planificación; sumado al entusiasmo de DeNucci por dirigir después del cierre de la industria durante la pandemia de COVID-19, esto lo motivó a abordar la película con seriedad y determinación. En lugar de dibujar guiones gráficos, colocó figuras de acción de G.I. Joe en decorados en miniatura para poder probar prácticamente cómo iluminar las escenas y colocar la cámara.
Producida por Chad A. Verdi y financiada por Verdi Productions, el rodaje comenzó en la segunda mitad de 2021 en Rhode Island. Las escenas de Fox se filmaron primero para adaptarse a su agenda, antes de reunir al resto del elenco. El casting se anunció en octubre de 2021, con Avan Jogia como Johnny y Ajani Russell como Clyde, y Tyson Ritter como el jefe de seguridad del casino, Guy.
Principe coordinó las secuencias de lucha y contó con varios luchadores profesionales en el equipo de especialistas. En la pantalla, interpretó al hermano adoptivo de Johnny, Butcher, y al personaje principal del slasher. La película utiliza efectos prácticos logrados por Doug Sakmann, con una mínima cantidad de CGI en postproducción.
La película dura 100 minutos,y se estrenó en cines y en vídeo bajo demanda el 5 de mayo de 2023 por Screen Media.

## Recepción
El agregador de reseñas Rotten Tomatoes le dio a Johnny & Clyde un índice de aprobación del 0% según 10 reseñas. Common Sense Media calificó la película con 1 estrella, calificándola de «vagamente molesta y, en última instancia, vacía», destacando en particular la violencia sangrienta gratuita, el uso de drogas, la desnudez parcial y el lenguaje obsceno. Screen Rant lo llamó «un desastre caótico y poco divertido». Escribiendo para Flickering Myth, Robert Kjoder dio la película ½ estrellas de 5 y la calificó como «una película insoportablemente mala» que fue «ejecutada horrendamente en todas las formas imaginables». Brian Orndorf, escribiendo para Blu-Ray.com, calificó el movimiento con 1 estrella sobre 10 y lo llamó «un desastre imposible de ver», desprovisto de drama, caracterización o narración básica, con «escenas de peleas débiles y tiroteos sin sentido». Si bien se hicieron comparaciones de género con Natural Born Killers (1994), los críticos coincidieron en que Johnny & Clyde carecía de comentario social y era simplemente explotación.